# Матвеевский лес
Матве́евский лес, также распространено название Волы́нский лес — лесной массив, расположенный в Западном административном округе Москвы на территории районов Фили-Давыдково и Очаково-Матвеевское. Является частью природного заказника «Долина реки Сетунь».
Общая площадь Матвеевского леса составляет около 100 га.

## Географическое расположение
Территория Матвеевского леса ограничена: с севера — Староможайским шоссе с востока — улицами Староволынская и Минская, а также трассой Киевского направления Московской жедезной дороги, с юга примыкает к 1-му микрорайону Матвеевского, с запада — улицами Нежинская и Давыдковская.

## История
В 1991 году долина реки Сетунь вместе с Матвеевским лесом провозглашена памятником природы. На территории Матвеевского леса находятся лечебные, оздоровительные организации. Также это место для отдыха местных жителей, в основном из близлежащих районов: Фили-Давыдково и Очаково-Матвеевское.

## Флора и фауна
Матвеевский лес пересекается с речкой Сетунь с западной точки до восточной точки. В лесном массиве протекает родник.
Деревья в лесу представлены: пойменные ивняки, смешанные с ольхой серой и вязами, сосняки с липняками, клёны и ельники, березняки, перемешанные с липняками. Средний возраст ельников и сосняков равен 50-60 лет. Среди трав преобладают лесные растения.
Среди фауны в лесу преобладают грызуны, свойвственные для московских парков: кроты, белки, ласки; птицы, обитающие в гнёздах: певчий дрозд, малая мухоловка, королёк, снегирь, сорокопут жулан и другие виды.